# Xavier Chen
Xavier Chen (陳昌源T, 夏維耶S, Chen Chan Yuan; Berchem-Sainte-Agathe, 5 ottobre 1983) è un ex calciatore belga naturalizzato taiwanese, di ruolo difensore.

## Palmarès

### Club

#### Competizioni nazionali
- Coppa della Cina: 1

Guiozhou Renhe: 2013
- Supercoppa di Cina: 1

Guizhou Renhe: 2014